# Torna a Surriento
Torna a Surriento (‚Komm zurück nach Sorrent‘) ist ein bekanntes neapolitanisches Lied (Canzone napoletana). Es entstand in Zusammenarbeit des Komponisten Ernesto De Curtis (1875–1937) und des Textdichters Giambattista De Curtis (1860–1926). Obwohl bereits 1894 geschrieben, wurde das Lied erst ab 1905 durch die Festspiele von Piedigrotta bekannt. 
Zuvor war es im Jahre 1902 anlässlich eines kurzen Besuchs des amtierenden Premierministers Giuseppe Zanardelli im Hotel Imperial Tramontano in Sorrent erklungen. Es sollte den hohen Gast zur Rückkehr nach Sorrent und zur Unterstützung der Stadt bewegen.
Das Lied wurde von vielen bekannten Sängern interpretiert, u. a. von Beniamino Gigli, José Carreras, Plácido Domingo, Luciano Pavarotti, Mario Lanza, Franco Corelli, Giuseppe Di Stefano, Dean Martin und Andrea Bocelli. Die populäre Melodie wurde rund 60 Jahre später von Doc Pomus und Mort Shuman für Elvis Presley in dem Lied Surrender verarbeitet.

## Text
| Original (neapolitanisch) | Übersetzung |
| Vide ’o mare quant’è bello, spira tanto sentimento, comme tu a chi tiene a’ mente, ca scetato ’o faje sunnà. Guarda qua chistu ciardino; siente, sie’ sti sciure arance: nu profumo accussi fino dinto ’o core se ne va … E tu dice: "I’ parto, addio!" T’alluntane da stu core … da la terra de l’ammore … Tiene ’o core ’e nun turnà? Ma nun me lassà, nun darme stu turmiento! Torna a Surriento, famme campà! Vide ’o mare de Surriento, che tesoro tene ’nfunno: chi ha girato tutto ’o munno nun l’ha visto comm’a ccà. Guarda attuorno sti Serene, ca te guardano ’ncantate, e te vonno tantu bene … Te vulessero vasà. E tu dice: “I’ parto, addio!” T’alluntane da stu core da la terra de l’ammore tiene ’o core ’e nun turnà? Ma nun me lassà, nun darme stu turmiento! Torna a Surriento, famme campà! | Sieh das Meer, wie schön es ist, es weckt so viel Gefühl, so wie du bei einem, den du anschaust, den du wachend träumen lässt. Sieh diesen Garten, rieche diese Orangenblüten; ein so lieblicher Duft zieht ins Herz ein. Und du sagst: „Ich gehe, leb wohl!“ Du entfernst dich von diesem Herzen, vom Land der Liebe. Bringst du es fertig, nicht zurückzukehren? Aber nein, verlass mich nicht, füg mir nicht diese Qual zu! Komm zurück nach Sorrent, lass mich leben! Sieh das Meer von Sorrent, es birgt Schätze auf dem Grund. Wer die ganze Welt umrundet hat, hat keins wie dieses gesehen. Sieh um dich her diese Meerjungfrauen, die dich verzaubert betrachten, die dich so lieben und dich küssen möchten. Und du sagst: „Ich gehe, leb wohl!“ Du entfernst dich von diesem Herzen, vom Land der Liebe. Bringst du es fertig, nicht zurückzukehren? Aber nein, verlass mich nicht, füg mir nicht diese Qual zu! Komm zurück nach Sorrent, lass mich leben! |